# Fratres (Gemeinde Waldkirchen an der Thaya)
Fratres ist eine Ortschaft und eine Katastralgemeinde der Gemeinde Waldkirchen an der Thaya im Bezirk Waidhofen an der Thaya in Niederösterreich.

## Geografie
Das Dorf liegt ganz im Norden am Ende der Landesstraße L67 beim gleichnamigen Grenzübergang zu Tschechien. Zur Ortschaft gehören auch die Gehringsmühle und die Rabingmühle sowie die Ziegelhütte.

## Geschichte
Laut Adressbuch von Österreich waren im Jahr 1938 in der Ortsgemeinde Fratres ein Gastwirt, ein Korbflechter, zwei Müller, ein Sägewerk, ein Schmied, zwei Ziegeleien und einige Landwirte ansässig, darunter ein Hoyos-Sprinzenstein'scher Gutsbesitz.
1997 wurde das Museum Humanum eröffnet.

## Persönlichkeiten
- Peter Coreth (* 1948), Journalist, Schriftsteller und Kunstsammler, gründete hier ein Museum